# Composition des équipes masculines de handball aux Jeux olympiques d'été de 2008
Cet article liste la composition des équipes masculines de handball aux Jeux olympiques d'été de 2008, organisés à Pékin du 10 au 24 août 2008.

## Remarques
L'âge, le nombre de sélections et le nombre de buts sont en date du 10 août 2008, date de début de la compétition. Quant au club, il s'agit en principe de celui pour la saison 2007-2008.

## Effectifs

### Espagne
À noter que quelques semaines avant les Jeux olympiques, le Comité international olympique (CIO) n'a pas autorisé la naturalisation d'Arpad Šterbik, international serbe d’origine hongroise, et de Siarhei Rutenka, international slovène d’origine biélorusse.

### Ouvrage de référence
- Beijing 2008 - Handball - Official Results Book, Comité international olympique, 24 août 2008, 527 p. (lire en ligne)

Compositions
1. ↑  Composition de l'équipe - Allemagne, p. 268.
2. ↑  Composition de l'équipe - Brésil, p. 261.
3. ↑  Composition de l'équipe - Chine, p. 262.
4. ↑  Composition de l'équipe - Corée du Sud, p. 270.
5. ↑  Composition de l'équipe - Croatie, p. 263.
6. ↑  Composition de l'équipe - Danemark, p. 264.
7. ↑  Composition de l'équipe - Égypte, p. 265.
8. ↑  Composition de l'équipe - Espagne, p. 266.
9. ↑  Composition de l'équipe - France, p. 267.
10. ↑  Composition de l'équipe - Islande, p. 269.
11. ↑  Composition de l'équipe - Pologne, p. 271.
12. ↑  Composition de l'équipe - Russie, p. 272.

Statistiques cumulées
1. ↑  Statistiques cumulées - Allemagne, p. 501.
2. ↑  Statistiques cumulées - Brésil, p. 505.
3. ↑  Statistiques cumulées - Chine, p. 507.
4. ↑  Statistiques cumulées - Corée du Sud, p. 499.
5. ↑  Statistiques cumulées - Croatie, p. 491.
6. ↑  Statistiques cumulées - Danemark, p. 497.
7. ↑  Statistiques cumulées - Égypte, p. 503.
8. ↑  Statistiques cumulées - Espagne, p. 489.
9. ↑  Statistiques cumulées - France, p. 485.
10. ↑  Statistiques cumulées - Islande, p. 487.
11. ↑  Statistiques cumulées - Pologne, p. 493.
12. ↑  Statistiques cumulées - Russie, p. 495.

Remplacements
1. ↑  Sven-Sören Christophersen a remplacé Pascal Hens. Source Communication officielle - Allemagne, p. 520.
2. ↑  Li Hexin a remplacé Wang Xiaolong. Source Communication officielle - Chine, p. 522.
3. ↑  Goran Šprem a remplacé Ljubo Vukić. Source Communication officielle - Croatie, p. 521.
4. ↑  Mikkel Hansen a remplacé Michael V. Knudsen. Source Communication officielle - Danemark, p. 517.
5. ↑  Cédric Paty a remplacé Jérôme Fernandez. Source Communication officielle - France, p. 523.

### Autres références
1. ↑  « Espagne : ça coince pour Sterbik et Rutenka », sur handzone.net, 7 juin 2008 (consulté le 27 novembre 2019).